# Studio 1
„Studio 1“ е третият студиен албум на британската поп група Ол Сейнтс, издаден на 10 ноември 2006 година след 5-годишна пауза. Албумът се представя слабо и достига едва 40 място във Великобритания и е с общи продажби от 43 хиляди копия.

## Списък с песните

### Оригиналено издание
1. „Rock Steady“ – 2:44
2. „Chick Fit“ – 3:33
3. „On and On“ – 3:59
4. „Scar“ – 3:50
5. „Not Eazy“ – 3:17
6. „Hell No“ – 3:40
7. „One Me and U“ – 3:36
8. „Headlock“ – 3:31
9. „Too Nasty“ – 3:55
10. „In It to Win It“ – 3:41
11. „Flashback“ – 3:01
12. „Fundamental“ – 3:48

### Японско издание
1. „Dope Noize“ – 3:53
2. „Do Me“ – 4:16

### Специално DVD издание
1. „Интервю с Ол Сейнтс“
2. „Rock Steady“ (клип)
3. „Sexy“ (ексклузивен аудио трак)